# Virgem da Lapa
Virgem da Lapa este un oraș în Minas Gerais (MG), Brazilia.